# Corky Corcoran
Gene Patrick „Corky“ Corcoran (* 28. Juli 1924 in Tacoma; † 3. Oktober 1979 ebenda) war ein US-amerikanischer Jazz-Saxophonist (Tenor).
Corcoran beeindruckte schon mit 16 Jahren durch sein Spiel Jimmie Lunceford, der ihn in Tacoma hörte, wurde 1940 Mitglied der Territory-Band von Sonny Dunham und ein Jahr später wechselte er in die Band von Harry James, wo er als Solist bekannt wurde. 1948 nahm er ein Angebot von Tommy Dorsey an, wechselte danach zwischen Revival-Auftritten mit Harry James und eigenen Bandprojekten und nahm mehrere Alben unter eigenem Namen auf. Er spielte später hauptsächlich in seinem heimatlichen Washington in der Umgebung von Seattle.